# Кучин Павло Захарович
Павло́ Заха́рович Ку́чин (* 4 липня 1949, Харків) — український актор, театральний педагог, режисер, Заслужений артист Української РСР (1978).

## Короткий життєпис
Кучин Павло Захарович народився 4 липня 1949 року у Харкові. У 1968 році закінчив Харківський державний інститут мистецтв (курс Л. Сердюка). Творчу діяльність розпочав ще у 1962 році як актор Рівненського музично-драматичного театру ім. М. Островського. Протягом 1981–1986 років виступав на сцені Запорізького музично-драматичного театру ім. М. Щорса. У 1986–1991 роках був актором у Волинському музично-драматичному театрі ім. Т. Шевченка.

### Основні ролі
- Павка Корчагін («Драматична пісня» М. Анчарова, Б. Равенських).
- Касим («Материнське поле» за Ч. Айтматовим).
- Марко («Мати-наймичка» І. Тогобочного за Т. Шевченком).
- Гатинь («Вій, вітерець!» Я. Райніса).
- Басіян («Тит Андронік» В. Шекспіра).
- Лестер («Дженні Ґергардт» за Т. Драйзером).
- Ясон («Медея» Ж. Ануя).

У 2003 році обійняв посаду старшого викладача кафедри майстерності актора Харківської державної академії культури.
Від 1991 року — директор, режисер-постановник, художній керівник творчої майстерні «Новий театр» у Харкові (заснований 1989).
Викладач курсів акторської майстерності — «техніка сцени в професійному театрі».
Його дружина, Кучина Валентина Федорівна, також викладає акторську майстерність. 
Член Національної спілки театральних діячів України.
Вийшли друком його праці. Деякі з них:
- «Деякі економічні проблеми розвитку театральних установ державної форми власності в умовах формування економіки ринкового типу в Україні» В. Ф. Кучина, П. З. Кучин, С. П. Кучин, 2007
- «Розповсюдження масової культури як загроза збереженню інтелектуальної незалежності суспільства», 2007
- «Специфічні риси результату праці організацій театрального мистецтва», 2008.
- «Чарівне слово» М. Гоголя в українських театрах / Кучин Павел Захарович // Соц.-гуманітар. вісн. : зб. наук. пр. / Т-во «Наука та знання». — Харків, 2014. — Вип. 10. — C. 162—165.
- Сучасне суспільство: глобальні трансформації : колект. монографія / [авт. кол.: Andrii Protsenko, ... Кучин Павло Захарович, Кучина Валентина Федорівна та ін.]. — Харків : СГ НТМ «Новий курс», 2024. — 297 с.